# Anton Seiner
Anton Seiner (* 28. Jänner 1910 in Wieselsdorf, heute Gemeinde Preding; † 14. November 1968 ebenda) war ein österreichischer Politiker (ÖVP) und Landwirt. Er war von 1945 bis 1949 Abgeordneter zum Österreichischen Nationalrat.
Seiner besuchte die Volksschule und war beruflich als Landwirt aktiv. Er war Mitglied des Gemeinderates von Wieselsdorf und Funktionär der Steirischen Landwirtschaftskammer. Zwischen dem 19. Dezember 1945 und dem 8. November 1949 vertrat er die ÖVP im Nationalrat. Auf Grund seines politischen Engagements wurde er 1934 inhaftiert.